# Pöckelgut

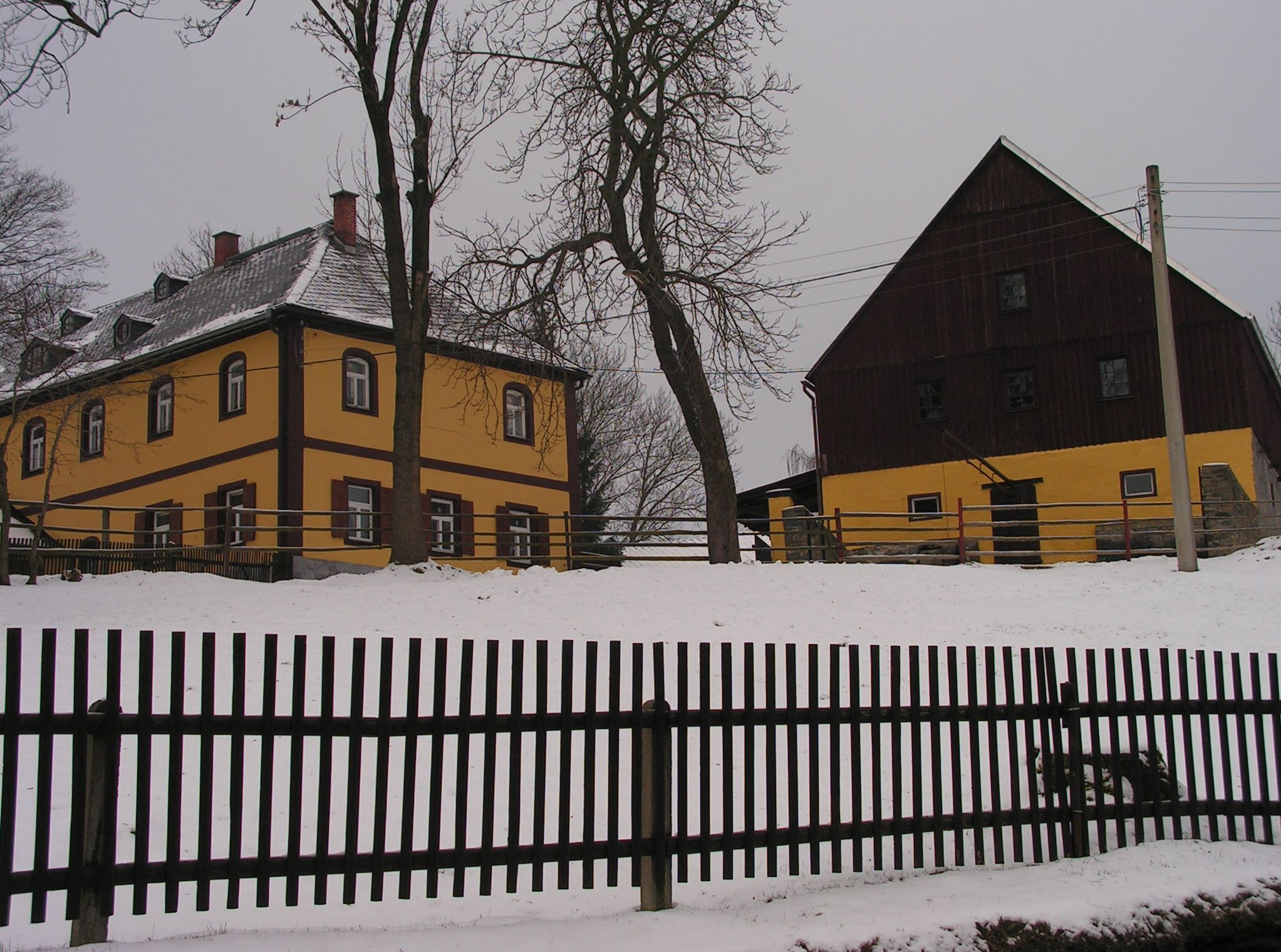
Die Gutsgebäude des Pöckelguts

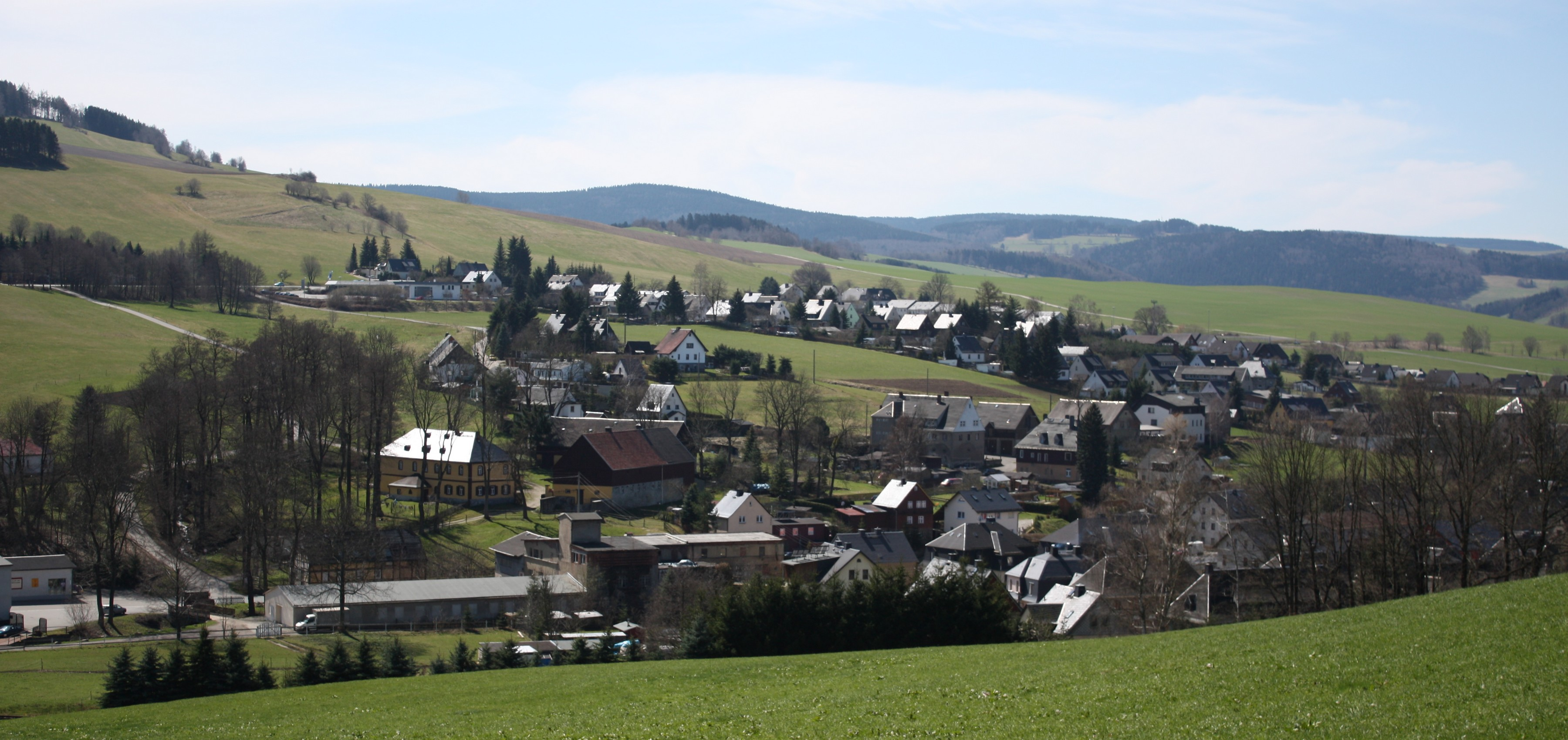
Lage des Pöckelguts an der Gemarkungsgrenze von Raschau und Markersbach

Das Pöckelgut ist ein ehemaliges Hammergut in Raschau-Markersbach. Der Vierseitenhof befindet sich an der Einmündung des Langewiesenbachs in die Große Mittweida direkt oberhalb der Flurgrenze zu Raschau.
Als Raschauer Hammer, auf dem die beiden Hammermeister Hans Hirse und Orland der Junge wirkten, wurde der Standort erstmals am 12. Juni 1401 erwähnt, als er zusammen mit dem Dorf Scheibe aus schönburgischem Besitz an den Abt Nikolaus von Grünhain verkauft wurde. Dies ist neben der Erwähnung des Erlhammers 1380 einer der ältesten Nachweise von Eisenverhüttung im Westerzgebirge.
Nach langjährigen Streitereien wurde Friedrich von Schönburg 1475 durch den Leipziger Schöppenstuhl der Rückkauf zugebilligt, sodass der Hammer zum Dorf Mittweida geschlagen wurde. Mitte des 16. Jahrhunderts war er im Besitz von Thomas Teubner, der 1562 das Hammergut wegen des morastigen Untergrunds auf Erlenstöcken neu errichten ließ. Das Sitznischenportal des Gutsgebäudes enthält einen Schlussstein mit der Bezeichnung „Ao. 1567 TT A“ (Anno 1567 Thomas Teubner Annaberg). 1608 kamen Enoch Pöckels Kinder erster Ehe durch Erbgang in den Besitz des Hammers. 1610 stiftete Pöckel im sühnenden Gedenken an seinen Schwiegervater Matthäus Siegel, der den Hammer zuvor besessen hatte, die kunstvoll geschnitzte Kanzel in der St. Barbarakirche in Markersbach, wohin der Hammer gepfarrt war. Auf der Ur-Öder-Karte ist der Standort mit „Buchwergk, matz Siegels mül und Hammer, matz Siegels Hauser“ verzeichnet. 1611 erhielt Pöckel die Erlaubnis, die bisherigen Rennfeuer durch einen Hochofen zu ersetzen. Im Dreißigjährigen Krieg wurden die Hammeranlagen von den durchziehenden Holkschen Truppen im August 1632 zerstört: „in der Rascha branden den 20. August seine Soldaten ab des Pöckels steinerne Hammer-Mühle und Hütte in einen tag, die biß Ao. 1662 wüst gelegen“. Die Eisenverhüttung am Standort kam dadurch komplett zum Erliegen.
Das Gut wurde in der Folge nur noch landwirtschaftlich genutzt. Es besaß die Freiheit einer Fleischbank, das Recht auf Brauen des eigenen Tischtrunks, eine Schmiede und eine Mahlmühle mit einem Gang. 1707 werden das „wüste Hammerwergk, mit zustehenden Freyheiten des Hohen Ofens, ingleichen einen Stab- und Blechhammer, neben den Eisengießen und Schmiede“ letztmals in einem Kaufvertrag benannt. Die auf den Fluren liegenden Eisenstein- und Kalkzechen wurden durch die Besitzer des Obermittweidaer Hammers weiterhin benutzt. 1821 werden die aus den Zechen entspringenden Eisenquellen als die stärksten im Erzgebirge besonders gelobt.
Die Gebäude des Anwesens stammen aus dem Jahr 1834, zu welchem Zeitpunkt das Pöckelgut in Besitz von Karl Edler von Querfurth war, und stehen unter Denkmalschutz. Der Vierseitenhof besteht aus einem verputzten, achtachsigen Wohnhaus mit Walmdach und Gauben, Wirtschaftsgebäude, Scheune und Stall. Das mit 1567 bezeichnete Renaissanceportal enthält ein profiliertes Gewände, im Rundbogen ein Akanthusfries und Medaillons an den Kämpfern sowie im Scheitel das bereits erwähnte, von Engeln gehaltene Wappen. Zu beiden Seiten des Portals befinden sich im Erdgeschoss schlichte Vorhangbogenfenster. Im Erdgeschoss befinden sich Kreuzgratgewölbe, der Keller ist tonnengewölbt.
Die Bezeichnungen Pöckelgut, Pöckelwald und Pöckelteich haben sich über die Jahrhunderte erhalten. Der Pöckelteich wurde im 20. Jahrhundert zum Raschauer Schwimmbad ausgebaut.